# Edward Everett Horton
Edward Everett Horton Jr. (18 de marzo de 1886 - 29 de septiembre de 1970) fue un actor secundario estadounidense con una larga carrera en cine, teatro y televisión y doblador de dibujos animados. Especialmente conocido por su trabajo en las películas de Fred Astaire y Ginger Rogers.

## Primeros años
Horton nació en Brooklyn, Nueva York. Sus padres fueron Isabella S. Diak y Edward Everett Horton. Su madre nació en Matanzas, Cuba, de padres emigrantes de Escocia. Horton asistió al instituto Baltimore City College en Baltimore, Maryland. Estudió en las universidades Brooklyn Polytechnic y Columbia University, donde fue miembro de la fraternidad de Phi Kappa Psi.

## Carrera cinematográfica y teatral
Horton comenzó su carrera teatral en 1906, cantando y bailando en vodevils y en producciones de Broadway. En 1919, se mudó a Los Ángeles, California y empezó consiguiendo papeles en películas de Hollywood. Su primer papel protagonista fue en la comedia de 1922 Too Much Business, y el papel protagonista de un joven compositor de música clásica en Beggar on Horseback en 1925. En los últimos años de la década de los 20 protagonizó dos comedias de cine mudo para Educational Pictures, y pasó al cine sonoro con Educational Pictures en 1929. Al ser un actor de teatro experimentado, encontró fácilmente más trabajo como actor de cine y participó en algunas películas de la Warner Bros en los primeros años del sonoro. The Hottentot y Sonny Boy.
Horton inicialmente utilizó su nombre, Edward Horton, pero su padre le convenció para que incluyera su segundo nombre Everett, considerando que podría haber otros actores llamados Edward Horton, pero solo uno como Edward Everett Horton.
Horton protagonizó muchas comedias en 1930, pero se le conoce más por sus trabajos como actor secundario. Algunas de sus películas más destacadas incluyen The Front Page (1931), Trouble in Paradise (1932), Alice in Wonderland (1933), The Gay Divorcee (1934), Top Hat (1935) una de las muchas películas de Astaire/Rogers en las que Horton aparecía, Danger - Love at Work (1937), Lost Horizon (1937), Holiday (1938), Here Comes Mr. Jordan (1941), Arsenic and Old Lace (1944), Pocketful of Miracles (1961) y It's a Mad, Mad, Mad, Mad World (1963). Apareció por última vez en un papel sin frase en Cold Turkey (1971).
Horton continuó participando en producciones teatrales.
En 1966 participó en los capítulos 47 y 48 de Batman.

## Muerte
Horton murió de cáncer a la edad de 84 años en Encino, California.
Poco después de su muerte, la ciudad de Los Ángeles puso su nombre al callejón donde vivía en Encino, “Edward Everett Horton Lane”.
Tiene una estrella en el paseo de la fama de Hollywood en el nº 6427 de Hollywood Boulevard.